# Asylum Records
A Asylum Records é uma gravadora dos Estados Unidos, fundada em 1970 por David Geffen (fundador da Geffen Records) e Elliot Roberts. Em 1972, a gravadora foi incorporada pelo selo Elektra Records, pertencente à Warner Music Group. Atualmente, trabalha principalmente com a música hip hop.